# Nastassja Jakimawa
Nastassja Jakimawa (belarussisch Настасся Якімава; engl. Anastasia Yakimova; * 1. November 1986 in Minsk) ist eine ehemalige belarussische Tennisspielerin.

## Karriere
Jakimawa, die 2004 Profi wurde und am liebsten auf Hartplätzen spielt, hatte 2006 ihr bestes Jahr. Ihre besten Notierungen in der WTA-Weltrangliste erreichte sie im Einzel mit Platz 49 und im Doppel mit Platz 67. Obwohl inzwischen zurückgefallen, war sie Ende 2012 nach Wiktoryja Asaranka und Wolha Hawarzowa noch immer die drittbeste belarussische Tennisspielerin.
Sie gewann 13 Einzeltitel auf dem ITF Women’s Circuit. Ihre größten Erfolge auf der WTA Tour feierte sie mit dem Einzug ins Viertelfinale in Barcelona 2009 (Zweisatzniederlage gegen Roberta Vinci) und in Portorož 2010 (Dreisatzniederlage gegen Xenia Perwak). Ihr bestes Abschneiden bei einem Grand-Slam-Turnier gelang ihr 2007 bei den Australian Open, als sie nach einem Sieg über die an Position 23 gesetzte Ai Sugiyama in die dritte Runde einzog. Ihre anschließende Partie gegen Lucie Šafářová musste sie nach dem ersten Satz (3:6) verletzungsbedingt aufgeben.
In der deutschen Bundesliga spielte sie für den TC Blau-Weiss Bocholt, mit dem sie 2012 deutsche Mannschaftsmeisterin wurde.
Seit 2004 hat sie zudem 23 Partien für die belarussische Fed-Cup-Mannschaft bestritten, bei denen sie zehn Siege feiern konnte.
Nach ihrem Ausscheiden beim ITF-Turnier im türkischen Antalya im November 2012 spielte sie bis August 2015 kein Match auf der Damentour. Nach der langen Pause konnte sie gleich ihr erstes Turnier in Las Palmas de Gran Canaria gewinnen.
Ihr bislang letztes Turnier spielte sie 2018 ebenfalls in Las Palmas de Gran Canaria, wo sie mit ihrer Partnerin Carlota Molina Megias ins Finale einzog, dort aber knapp in drei Sätzen mit 6:1, 5:7 und [5:10] der tschechischen Paarung Klára Hájková und Aneta Laboutková unterlag.
Seit August 2018 wird sie nicht mehr in den Weltranglisten geführt.

## Turniersiege

### Einzel
| Nr. | Datum              | Turnier        | Kategorie    | Belag             | Finalgegnerin             | Ergebnis              |
| --- | ------------------ | -------------- | ------------ | ----------------- | ------------------------- | --------------------- |
| 1.  | 9. Februar 2003    | Faro           | ITF $10.000  | Hartplatz         | Caroline-Ann Basu         | 6:3, 6:1              |
| 2.  | 28. März 2004      | St. Petersburg | ITF $50.000  | Hartplatz (Halle) | Emma Laine                | 3:6, 6:2, 6:1         |
| 3.  | 28. November 2004  | Poitiers       | ITF $75.000  | Hartplatz (Halle) | Marie-Gaïané Mikaelian    | 7:5, 6:2              |
| 4.  | 2. Oktober 2005    | Batumi         | ITF $50.000  | Hartplatz         | Ana Timotic               | 6:4, 6:1              |
| 5.  | 6. Juli 2008       | Mont-de-Marsan | ITF $25.000  | Sand              | Anna Gerasimou            | 6:3, 1:6, 6:4         |
| 6.  | 22. November 2008  | Phoenix        | ITF $25.000  | Hartplatz         | Patricia Mayr             | 3:6, 6:2, 1:0 Aufgabe |
| 7.  | 15. Februar 2009   | Cali           | ITF $50.000  | Sand              | Rossana de los Ríos       | 6:3, 6:0              |
| 8.  | 17. Mai 2009       | Saint-Gaudens  | ITF $50.000  | Sand              | Yanina Wickmayer          | 7:5, 7:60             |
| 9.  | 8. August 2009     | Astana         | ITF $50.000  | Hartplatz         | Nikola Hofmanova          | 6:0, 6:4              |
| 10. | 3. April 2010      | Monzón         | ITF $75.000  | Hartplatz         | Zuzana Kučová             | 6:4, 4:6, 6:3         |
| 11. | 19. März 2011      | Nassau         | ITF $100.000 | Hartplatz         | Angelique Kerber          | 6:3, 6:2              |
| 12. | 17. September 2011 | Ningbo         | ITF $100.000 | Hartplatz         | Erika Sema                | 7:63, 6:3             |
| 13. | 15. August 2015    | Las Palmas     | ITF $10.000  | Sand              | Irene Burillo Escorihuela | 6:1, 6:73, 6:2        |

### Doppel
| Nr. | Datum              | Turnier    | Kategorie    | Belag             | Partnerin               | Finalgegnerinnen                                   | Ergebnis         |
| --- | ------------------ | ---------- | ------------ | ----------------- | ----------------------- | -------------------------------------------------- | ---------------- |
| 1.  | 31. Oktober 2004   | Minsk      | ITF $25.000  | Teppich (Halle)   | Darja Kustawa           | Irina Bulykina Katarína Kachlíková                 | 6:4, 6:0         |
| 2.  | 25. September 2005 | Jounieh    | ITF $75.000  | Sand              | Marija Korytzewa        | Alena Antypina Hana Šromová                        | 7:5, 6:2         |
| 3.  | 2. Oktober 2005    | Batumi     | ITF $50.000  | Hartplatz         | Nadeschda Ostrowskaja   | Anna Bastrikowa Nina Brattschikowa                 | 2:6, 6:2, 7:69   |
| 4.  | 14. Mai 2006       | Jounieh    | ITF $75.000  | Sand              | Tazzjana Putschak       | Maria-Jose Argeri Leticia Sobral                   | 6:4, 7:65        |
| 5.  | 27. Mai 2006       | Istanbul   | WTA Tier III | Sand              | Aljona Bondarenko       | Sania Mirza Alicia Molik                           | 6:2, 6:4         |
| 6.  | 12. Mai 2007       | Jounieh    | ITF $75.000  | Sand              | Tazzjana Putschak       | Mădălina Gojnea Monica Niculescu                   | 7:5, 6:0         |
| 7.  | 29. Juli 2007      | Petingen   | ITF $75.000  | Sand              | Carla Suarez Navarro    | Martina Müller Claudine Schaul                     | 6:74, 6:1, 7:61  |
| 8.  | 7. Oktober 2007    | Taschkent  | WTA Tier IV  | Hartplatz         | Kazjaryna Dsehalewitsch | Tazzjana Putschak Anastassija Rodionowa            | 2:6, 6:4, [10:7] |
| 9.  | 5. April 2008      | Patras     | ITF $50.000  | Hartplatz         | Tzipi Obziler           | Maria Jose Martinez Sanchez Arantxa Parra-Santonja | 7:5, 6:1         |
| 10. | 11. Oktober 2008   | Jounieh    | ITF $50.000  | Sand              | Chayenne Ewijk          | Carmen Klaschka Laura Siegemund                    | 7:5, 7:5         |
| 11. | 25. April 2010     | Dothan     | ITF $50.000  | Sand              | Alina Schidkowa         | Maria Irigoyen Teodora Mirčić                      | 6:4, 6:2         |
| 12. | 13. Februar 2011   | Stockholm  | ITF $25.000  | Hartplatz (Halle) | Arantxa Rus             | Claire Feuerstein Xenija Lykina                    | 6:3, 2:6, [10:8] |
| 13. | 11. August 2017    | Las Palmas | ITF $15.000  | Sand              | Carlota Molina Megías   | Fatma Al-Nabhani Arabela Fernández Rabener         | 6:4, 6:3         |